# Beatrix av Nederländerna
Beatrix I, Beatrix Wilhelmina Armgard av Nederländerna, Oranien-Nassau och Lippe-Biesterfeld, född 31 januari 1938 på slottet Soestdijk i Baarn, är prinsessa och var regerande drottning av Konungariket Nederländerna 30 april 1980 – 30 april 2013.
Beatrix föddes under sin mormors, drottning Vilhelminas, regeringstid och blev presumtiv tronföljare när hennes mor, drottning Juliana, tillträdde 1948. Beatrix gick i en offentlig grundskola i Kanada under andra världskriget och avslutade sedan sin grundskole- och gymnasieutbildning i Nederländerna under efterkrigstiden. Hon avlade 1961 juristexamen vid universitetet i Leiden. År 1966 gifte hon sig med den tyske diplomaten Claus von Amsberg, med vilken hon fick tre barn. När hennes mor abdikerade den 30 april 1980 efterträdde Beatrix henne som drottning.
Beatrix regeringstid innebar att landets karibiska besittningar omformades i och med Arubas utbrytning och att det blev ett eget konstituerande land inom kungadömet 1986. Detta följdes av upplösningen av Nederländska Antillerna 2010, vilket skapade de nya speciella kommunerna Bonaire, Sint Eustatius och Saba, och de två nya konstituerande länderna Curaçao och Sint Maarten.
På Koninginnedag (Drottningens dag) den 30 april 2013 abdikerade Beatrix till förmån för sin äldste son Willem-Alexander. Vid tiden för sin abdikation vid 75 års ålder var Beatrix den äldsta regerande monarken i landets historia.

## Bakgrund
Beatrix tillhör Lippe-Biesterfeld-grenen av den tyska adelsfamiljen Lippe. Besläktat härstammar hon också från den frisiska grenen av huset Oranien (Oranje på nederländska), och dess förfader Jan de Oude (den gamle), greve av Nassau och yngre bror till Vilhelm av Oranien, som ses som Nederländernas fader. Friesland har haft guvernörer från denna gren sedan 1584. Den förste var Vilhelm Fredrik, son till Jan de Oude. Från 1747 tillhandahöll denna gren också guvernörer till de andra nederländska territorierna efter att den holländska grenen av den manliga linjen av Oranien-familjen (förfader Willem de Zwijger (Vilhelm den tyste) eller Vilhelm I av Oranien) hade dött ut. Detta hände när Vilhelm III, guvernör i Nederländerna och kung av England, föll av sin häst och dog 1702.

## van Oranje-Nassau
Namnet etablerades först som ett kungligt namn genom ett kungligt dekret den 8 februari 1901, att drottning Vilhelminas barn, om några, skulle bära detta namn, men då som "van Oranje Nassau". Nederländerna gjorde detta för att bevara detta historiska namn för eftervärlden.
Den 8 januari 1937 utfärdades ett nytt kungligt dekret som stipulerade att alla barn till den dåvarande prinsessan Juliana skulle heta "van Oranje-Nassau", det vill säga med ett bindestreck.
Den 16 februari 1966 utfärdades ett annat kungligt dekret som bestämde att prinsessan Beatrix barn skulle kallas "van Oranje-Nassau".
Den sista kungliga förordningen, för närvarande från den 2 januari 1967, stipulerar att alla barn till hennes systrar endast skulle ges personliga titlar (ej ärftliga) som prins eller prinsessa "van Oranje-Nassau" följt av faderns efternamn.

## Uppväxt
I mitten av juni 1937 offentliggjorde prinsessan Juliana av Nederländerna och hennes make prins Bernhard av Lippe-Biesterfeld deras första graviditet under ett kort radiotal från Soestdijk. Vid avslutningen av en festlig mottagning i Amsterdam sa prinsessan följande i ett tackord till Amsterdams borgerskap: "Ingenting kunde ha hindrat mig från att närvara vid alla delar av programmet, om det inte hade varit - i och för sig glädjande - hälsoskäl, som ni säkert förstår och respekterar."
Graviditeten gick smidigt, men inte utan bekymmer. I slutet av november 1937 kolliderade prins Bernhard i hög hastighet med ett fordon lastat med sand i en bil nära Diemen. Han drabbades bland annat av en skallbasfraktur och en allvarlig hjärnskakning. Den gravida Juliana flyttade också in på sjukhuset. Strax efter nyår var de blivande föräldrarna tillbaka på sin hemadress Soestdijk.

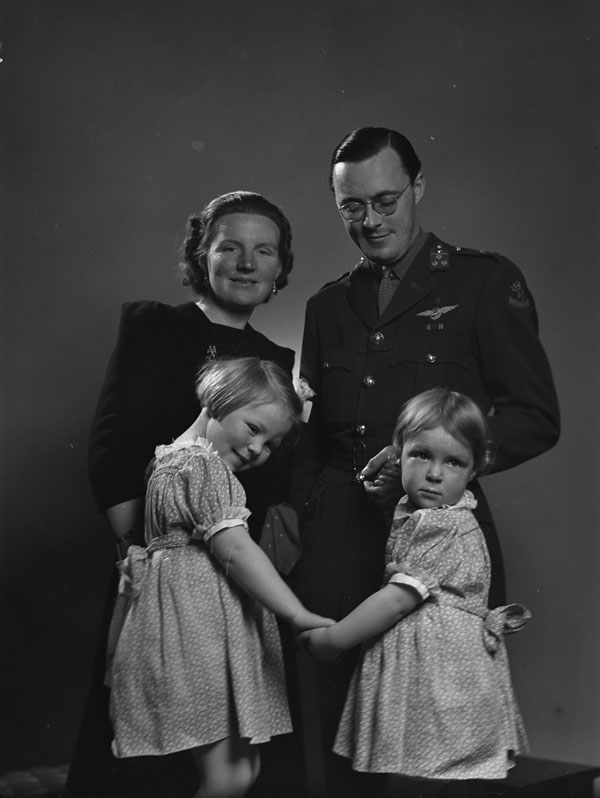
Prinsessan Juliana och prins Bernhard med döttrarna Beatrix och Irene i Ottawa 1942.

På måndagsmorgonen den 31 januari 1938 föddes Beatrix på Soestdijk. Officiella bulletiner spred klockan 09.47 nyheten att "en frisk dotter" hade fötts. Dagen därpå registrerade fadern födseln i Soestdijk i närvaro av premiärminister Hendrikus Colijn.
Beatrix döptes den 12 maj 1938 i storkyrkan i Haag. Hennes fem gudföräldrar var kung Leopold III av Belgien; Prinsessan Alice, grevinna av Athlone; Beatrix mors farfars moster Elisabeth, prinsessa av Erbach-Schönberg; hennes farfars bror, hertig Adolf Friedrich av Mecklenburg; och grevinnan Allene de Kotzebue. Beatrix mellannamn är förnamnen på hennes mormor, drottning Vilhelmina av Nederländerna och farmor Armgard, prinsessan Bernhard av Lippe-Biesterfeld. Barnet bar en dopklänning från 1880, som hennes mormor och mor tidigare hade döpts i. Gudstjänsten leddes av pastor E.H. Blaauwendraad från Baarn. Den 88-årige före detta hovpredikanten pastor W.L. Welter döpte prinsessan och det hela sändes live i radion.
Beatrix är nederländsk medborgare. Men enligt Ulli d'Oliveira, professor i invandringsrätt, är Beatrix medborgare i två länder. Hon är automatiskt brittisk medborgare, eftersom hon är ättling till prinsessan Sofia av Pfalz i rakt nedstigande led. Medborgarskapet är baserat på en brittisk lag från 1705 som kallas The Act for the Naturalization of the Most Excellent Princess Sophia, Electress And Duchess Dowager of Hanover, And the Issue of Her Body. Beatrix har aldrig bekräftat sitt brittiska medborgarskap eller ansökt om ett brittiskt pass, och det har inte heller avslöjats om hon har uppgivit sitt eventuella brittiska medborgarskap eller inte. Lagen upphävdes 1948, men Beatrix föddes 1938, så upphävandet av lagen gäller inte henne. I Nederländerna har det pågått en livlig debatt om dubbelt medborgarskap för personer i viktiga sociala positioner.
Det officiella smeknamnet blev Beatrix. Prins Bernhard sa att betoningen egentligen skulle ligga på a:et, men att han hade bestämt sig för att lägga betoningen på e:et, enligt sedvänjan. Det informella smeknamnet blev så småningom Trix.
När Beatrix var ett år gammal 1939 föddes hennes lillasyster prinsessan Irene.
Andra världskriget bröt ut i Nederländerna den 10 maj 1940 (Westfeldzug). Den 13 maj evakuerades den nederländska kungafamiljen till London. En månad senare sändes Beatrix till Ottawa, Ontario, Kanada, med sin mor Juliana och sin syster Irene, medan hennes far Bernhard och mormor drottning Vilhelmina stannade kvar i London. Familjen bodde i residenset Stornoway (som nu är residens för oppositionsledaren i Kanadas parlament). Med livvakter och hovdamer tillbringade familjen somrarna på Bigwin Inn vid Lake of Bays, Ontario, där fyra privata stenstugor på orten fungerade som deras tillflyktsort. Medan de var på Bigwin Island förvarades Nederländernas konstitution i kassaskåpet i Bigwin Inns rotundabyggnad. Prinsessan Juliana och hennes familj blev ihågkomna för sin "jordnära" vänlighet, allmänna tacksamhet och stora vördnad för sitt hemland och folk, som de hyllade genom att avstå från all lyx som erbjöds gästerna på resorten som en gång räknades som den största och lyxigaste sommarorten i Kanada. För att ge dem en större känsla av säkerhet tjänstgjorde kockar och serveringspersonal vid måltiderna. Vid deras avresa samlades hotellmusikerna från Bigwin Inn Orchestra vid kajen; och vid varje offentlig föreställning därefter fram till slutet av andra världskriget spelades Wilhelmus. Under åren som följde på nedläggningen och försummelsen av semesterorten på ön var "Juliana"-stugorna väl underhållna och bevarade i en informell hyllning till prinsessan Juliana och hennes familj. Som tack för skyddet av henne och hennes döttrar etablerade prinsessan Juliana seden att leverera tulpaner till den kanadensiska regeringen varje vår, vilket är mittpunkten i den kanadensiska tulpanfestivalen.
Beatrix andra syster, prinsessan Margriet, föddes i Ottawa 1943. Under deras exil i Kanada gick Beatrix på förskola och Rockcliffe Park Public School, en grundskola där hon var känd som "Trixie Orange".
Den 5 maj 1945 kapitulerade de tyska trupperna i Nederländerna. Familjen återvände till Nederländerna den 2 augusti 1945. Beatrix gick i den progressiva grundskolan De Werkplaats i Bilthoven som drevs av de pacifistiska socialreformatorerna Kees Boeke och Beatrice Boeke-Cadbury. Hennes tredje syster, prinsessan Christina, föddes 1947. Den 6 september 1948 efterträdde prinsessan Juliana sin mor Vilhelmina som drottning av Nederländerna. Eftersom Beatrix inte hade några bröder blev hon vid tio års ålder presumtiv tronföljare till den nederländska tronen.

## Utbildning

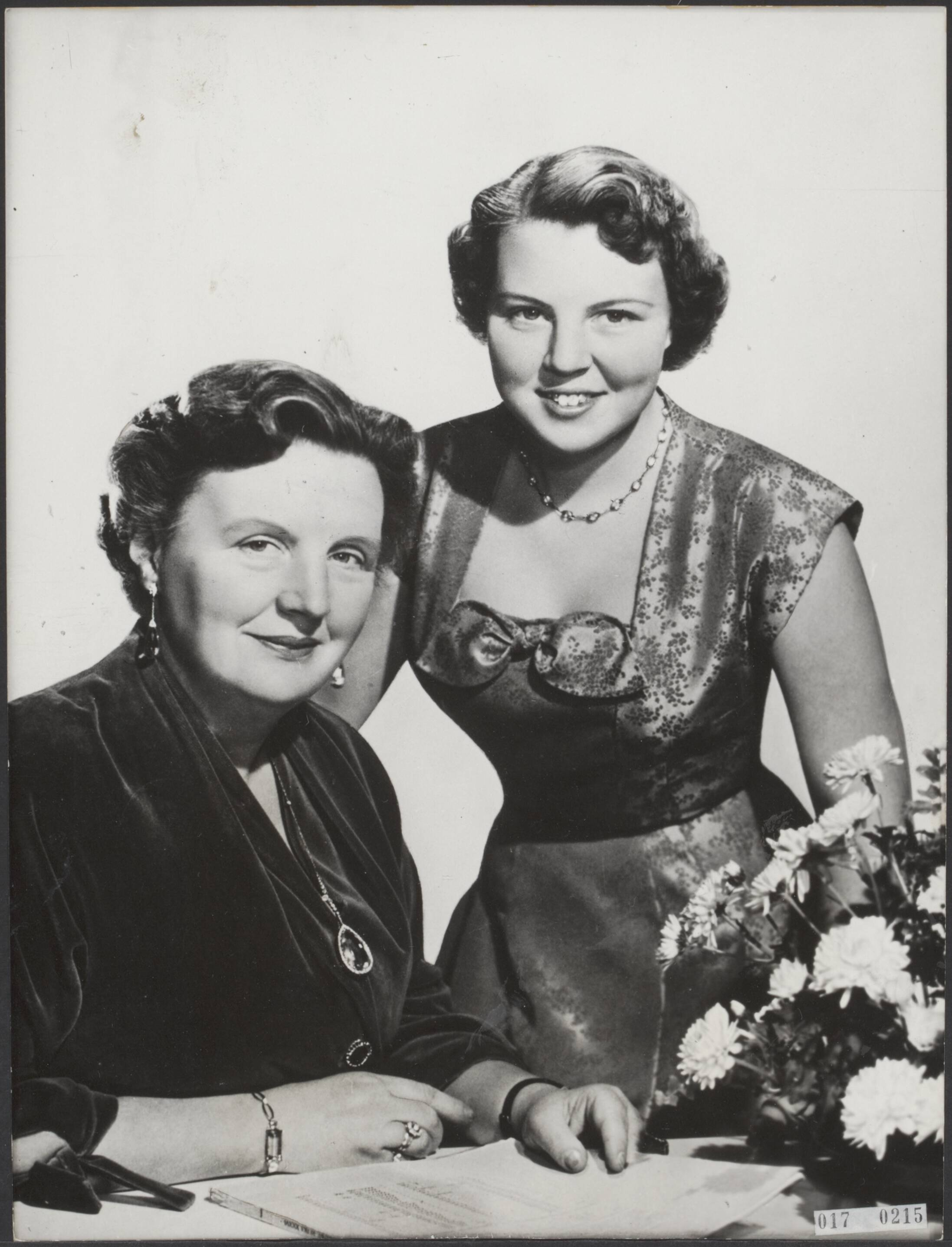
Prinsessan Beatrix på sin 18-årsdag 1956 tillsammans med modern drottning Juliana.

I slutet av fyrtiotalet gick prinsessan på Werkplaats Kindergemeenschap, grundat av pedagogen Kees Boeke i Bilthoven, en skola för folk- och gymnasieutbildning, som del av en grundskola. Läroplanen visade sig inte bli någon succé för henne och hennes systrar. Ett test som utfördes på uppdrag av hennes föräldrar visade att Beatrix och Irene hade hamnat på efterkälken i sina kunskaper. Amsterdamprofessorn i pedagogik Willy Stellwag (1902-1996) startade i april 1951 på begäran av drottning Juliana en privatklass i gymnasiet för Beatrix, sex andra flickor och åtta lärare i ett rum i Soestdijk-palatset. Stellwag blev rektor. Prins Bernhard fick snart reda på att Stellwag stod under inflytande av helbrägdagöraren Greet Hofmans, som han avskydde, varefter Stellweg var tvungen att lämna efter några månader och klassen blev en del av Het Baarnsch Lyceum. Efter sommarlovet flyttade skolan till en villa i Baarn där den senare fick namnet Incrementum. Hennes handledare från april 1951 var Gertrude Büringh Boekhoudt, som förblev en nära förtrogen fram till Büringh Boekhoudts död 1982.
År 1954 tjänstgjorde Beatrix som brudtärna vid bröllopet mellan baronessan van Randwijck och Mr. T Boey.
Den 31 januari 1956 firade Beatrix sin 18-årsdag och hon fick stålyachten De Groene Draeck som en nationell gåva, som inte sjösattes förrän ett år senare. Kungafamiljen seglar fortfarande med den. Den 7 februari 1956 installerades Beatrix, i egenskap av "arvtagerska till kronan", som medlem av statsrådet, det högsta rådgivande organet i regeringen.
I juni 1956 tog Beatrix studenten i ämnena konst och klassiska ämnen. I examenspresent fick hon en Fiat 1400 av sin far. Den 25 mars 1956 avlade hon en offentlig trosbekännelse i Nieuwezijds Kapel i Amsterdam tillsammans med pastor Kater. 
Samm år begav sig Beatrix till Leiden och påbörjade sina studier vid universitetet i Leiden. Liksom sin mor blev hon medlem i "Vereeniging voor Vrouwelijke Studenten te Leiden".  Beatrix krävde att hennes studiekamrater inte skulle tilltala henne vid namn utan som kunglig höghet. Hennes utbildning var inriktad på hennes framtida arbete som statschef. Under de första åren deltog hon i föreläsningar i teoretisk och tillämpad sociologi, nationalekonomi, parlamentarisk historia, rättsvetenskap och konstitutionell rätt. Under sina studier deltog hon också i föreläsningar om Surinams och Nederländska Antillernas kulturer, stadgan för Konungariket Nederländerna, internationella frågor, internationell rätt, historia och EU-rätt.
Prinsessan besökte även olika europeiska och internationella organisationer i Genève, Strasbourg, Paris och Bryssel. Hon avlade filosofie kandidatexamen i juridik sommaren 1959. Samma år köpte hon slottet Drakensteyn i skogen vid Lage Vuursche, dit hon flyttade 1963. Den 7 juli 1961 tog hon sin magisterexamen i juridik, en kombination av flera discipliner. År 1961 var Beatrix också initiativtagare och senare ordförande för en europeisk arbetsgrupp som uppmanade unga européer att engagera sig för ett enat Europa. Under de följande åren åtade hon sig ett stort antal representationsuppdrag och företog ett antal resor, bland annat till Nederländska Antillerna och Surinam.

## "Mitt eget folk"

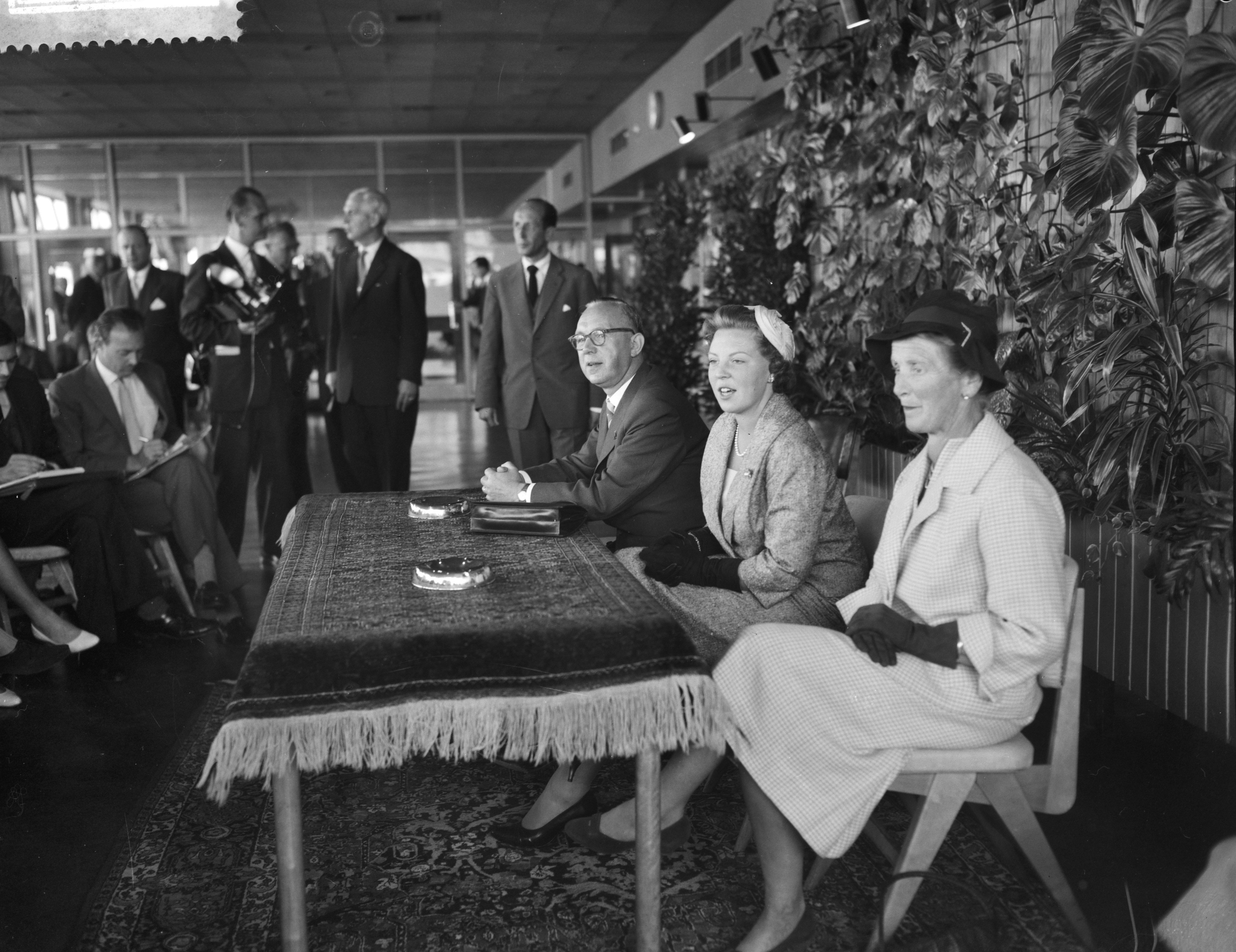
Beatrix vid presskonferensen på flygplatsen Schiphol efter ankomsten från USA-resan 1959.

1959 besökte Beatrix USA. I New York välkomnades hon den 11 september med en parad och i Washington D.C. togs hon emot i Vita huset av president Dwight D. Eisenhower och hans fru.
Inför besöket blev hon intervjuad av några amerikanska journalister. Hon sa att hon föredrog att gifta sig med någon av kunglig börd och berättade om en båttur tre år tidigare på inbjudan av det dåvarande grekiska kungaparet, där hon sa att hon bara var omgiven "av familjer som alla är med i Almanach de Gotha". Hon fortsatte: "Jag njöt enormt av den resan, eftersom jag kände att jag var bland mitt eget folk och kunde vara mig själv". Uttalandet "mitt eget slags folk" ledde till en storm av indignation i riket. Tillbaka på nederländsk mark höll hon sin första presskonferens på Schiphol där nederländska reportrar fritt kunde ställa frågor. Hon tillskrev bestörtningen ett missförstånd om intonation och en felöversättning. Enligt henne menade hon med "mitt eget folk" "min egen familjekrets, min egen atmosfär, en krets av kollegor" och uttalandet skulle inte vara avsett att "uttrycka en viss ståndpunkt".
1963 var hon tillbaka i Amerika då hon tillsammans med sin far representerade Nederländerna vid begravningen av den mördade presidenten John F. Kennedy.

## Äktenskap och barn

### Förlovning

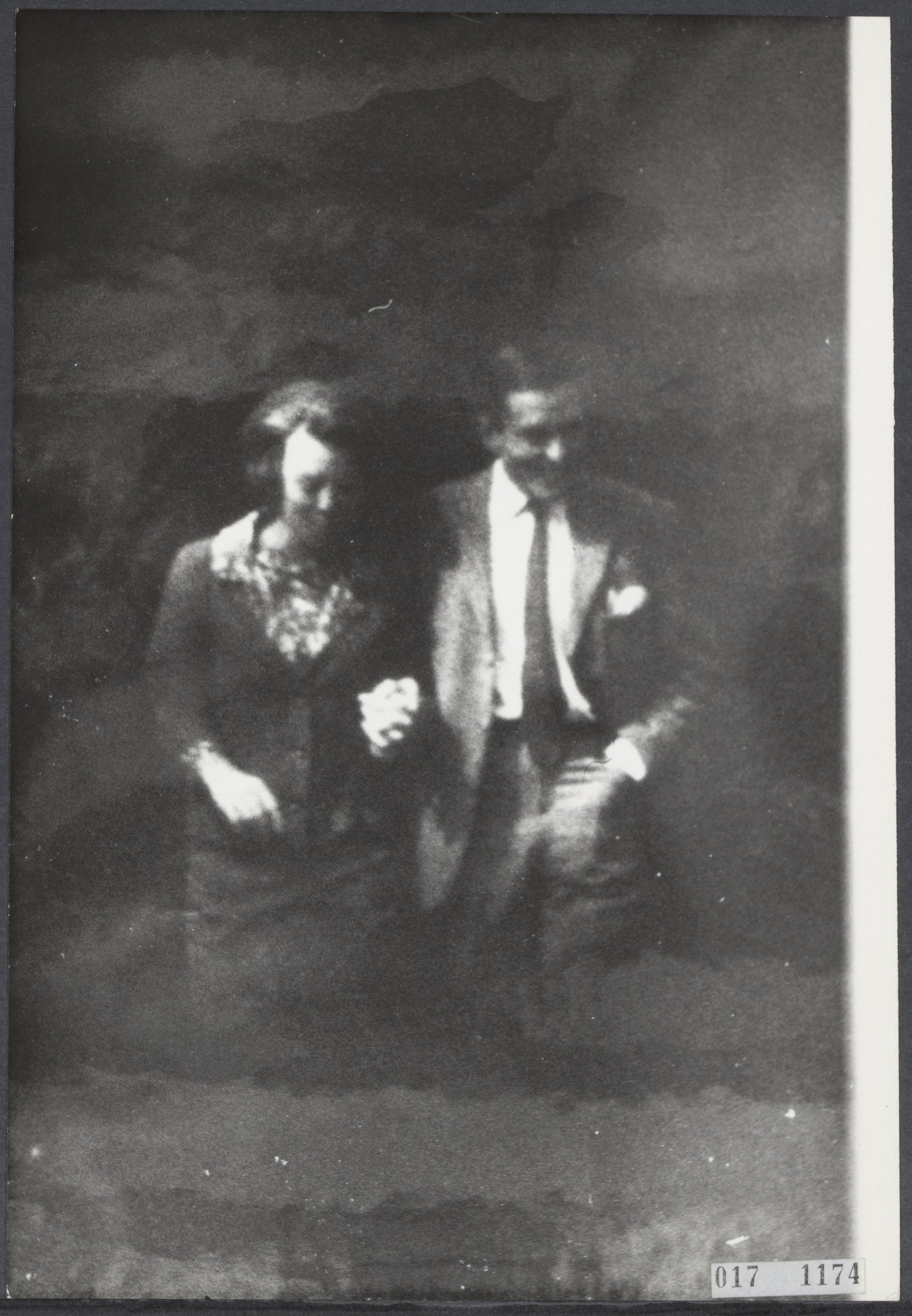
Fotografen de Rooijis smygtagna fotografi av Beatrix och Claus 1 maj 1965.

Lördagen den 1 maj 1965 klockan nio på morgonen fotograferades Beatrix hand i hand på slottet Drakensteyn tillsammans med en man som dittills varit okänd för holländska medier, och som visade sig heta Claus von Amsberg. Bilderna var tagna av den frilansande pressfotograf John de Rooij. De publicerades första gången den 6 maj av den brittiska tidningen Daily Express, följt av dagstidningen De Telegraaf. Det blev stor uppståndelse när det visade sig att Claus var tysk och hade varit medlem i Hitlerjugend. Protesterna innehöll slagord som "Claus'raus!". (Ut med Claus!) och "Mijn fiets terug" ("Ge tillbaka min cykel" – en referens till att tyska soldater konfiskerade holländska cyklar under andra världskriget). En kommitté ledd av historikern Loe de Jong från det dåvarande nederländska institutet för krigsdokumentation undersökte på eget initiativ Claus krigsförflutna. Resultaten bedömdes inte vara betungande. På grund av all uppståndelse kände sig paret tvingade att fatta ett påskyndat beslut och den 28 juni 1965 tillkännagavs förlovningen av drottning Juliana.
Beatrix och Claus visade sig ha träffats för första gången på nyårsafton 1962 på en fest i Bad Driburg. Sommaren 1964 följde ytterligare möten kring bröllopet mellan prinsessan Tatjana zu Sayn-Wittgenstein och Moritz av Hessen. Holländska journalister spionerade på Beatrix och Claus på en vintersportsemester, men eftersom man ansåg att Claus fyllde för lite social funktion för en blivande prinsgemål, gjordes inget seriöst arbete på hans närvaro.
Det holländska samhället förblev splittrat i frågan om förlovningen med en tysk, relativt kort efter andra världskriget. När det blev känt att giftermålet skulle äga rum i Amsterdam ansåg de tre judiska kyrkliga organisationerna i Nederländerna att detta var en förolämpning mot de holländska judar som hade deporterats från Amsterdam till tyska koncentrationsläger under kriget.
För att undvika all uppståndelse uttryckte Beatrix och Claus att de föredrog att deras planerade bröllopsceremoni skulle äga rum i Baarn. Regeringen ville inte höra talas om detta och beordrade att bröllopet skulle äga rum i Amsterdam. Efter att parlamentet godkänt giftermålet blev Claus von Amsberg nederländsk medborgare, och vid sitt giftermål blev han prins Claus av Nederländerna, Jonkheer van Amsberg.

### Bröllopet 1966

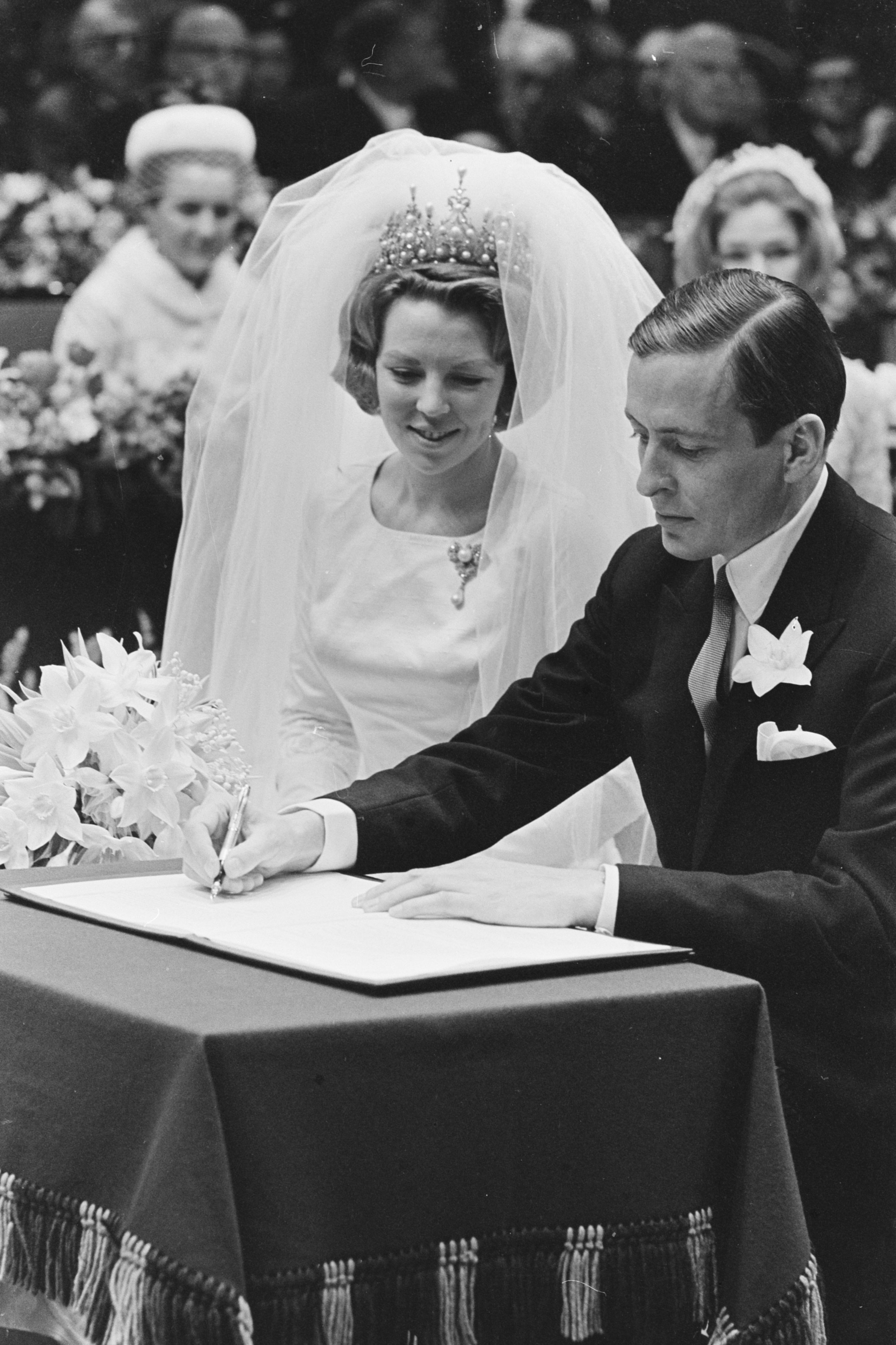
Bröllopsdagen 10 mars 1966.

Den 10 mars 1966 förrättades den borgerliga vigseln i Amsterdams stadshus av Amsterdams borgmästare Gijs van Hall. Samma dag välsignades äktenskapet i kyrkan i Westerkerk. Äktenskapsvittnen för prinsessan Beatrix var hennes vänner Renée damsel Röell och prinsessan Alexandra av Kent, farbrodern Aschwin zur Lippe-Biesterfeld och före detta politikern Willem Drees. Bruden bar en traditionell klänning med släp i sidenduchesse, designad av Caroline Bergé-Farwick från Maison Linette, i Den Bosch, och Württemberg Ornamentte Pearl Tiara. De äldre tärnorna var brudens yngsta syster, prinsessan Christina av Nederländerna; Prinsessan Christina av Sverige; Lady Elizabeth Anson; Joanna Roëll; Eugénie Loudon; och brudgummens syster Christina von Amsberg. De yngre tärnorna var Daphne Stewart-Clark och Carolijn Alting von Geusau, med pagepojkarna Joachim Jencquel och Markus von Oeynhausen-Sierstorpff.
Gudstjänsten bojkottades av representanter för de tre judiska samfunden. Under kortegen i guldkarossen kastadesrökbomber av Provorörelsen på Raadhuisstraat som en protest mot äktenskapet, vilket resulterade i gatustrider med polisen.
Prins Claus och prinsessan Beatrix skänkte folkets bröllopsgåva – en stor summa – till välgörenhet. Beloppet delades mellan 4 nationella föreningar för föräldrar med funktionshindrade barn, extra medicinsk utrustning för "Henri Dunant" (ett sjukhusfartyg som tillhör nederländska Röda korset) och funktionshindrade barn och ungdomar i Surinam och Nederländska Antillerna. Prinsessan Beatrix var vid denna tid ordförande i en europeisk arbetsgrupp för frivilligarbete i utvecklingsarbete i Asien och Afrika, den dagliga ledningen av "de Zilveren Centra" (arbete bland ungdomar som bor på internat) och vidare för UNICEF och en nationell fond för barn och ungdomar.
Beatrix och Claus fick tillsammans barnen Willem-Alexander (född 1967), Johann Friso (1968-2013) och Constantin (född 1969).
Innan hon tillträdde tronen bodde Beatrix med sin familj från 1963 till 1981 i slottet Drakensteyn i Baarn, nära sina föräldrars bostad Soestdijk. Därefter flyttade hon in på Huis ten Bosch i Haag. Sedan 2014 bor prinsessan Beatrix åter på slottet Drakensteyn.

## Förberedelse för tronen

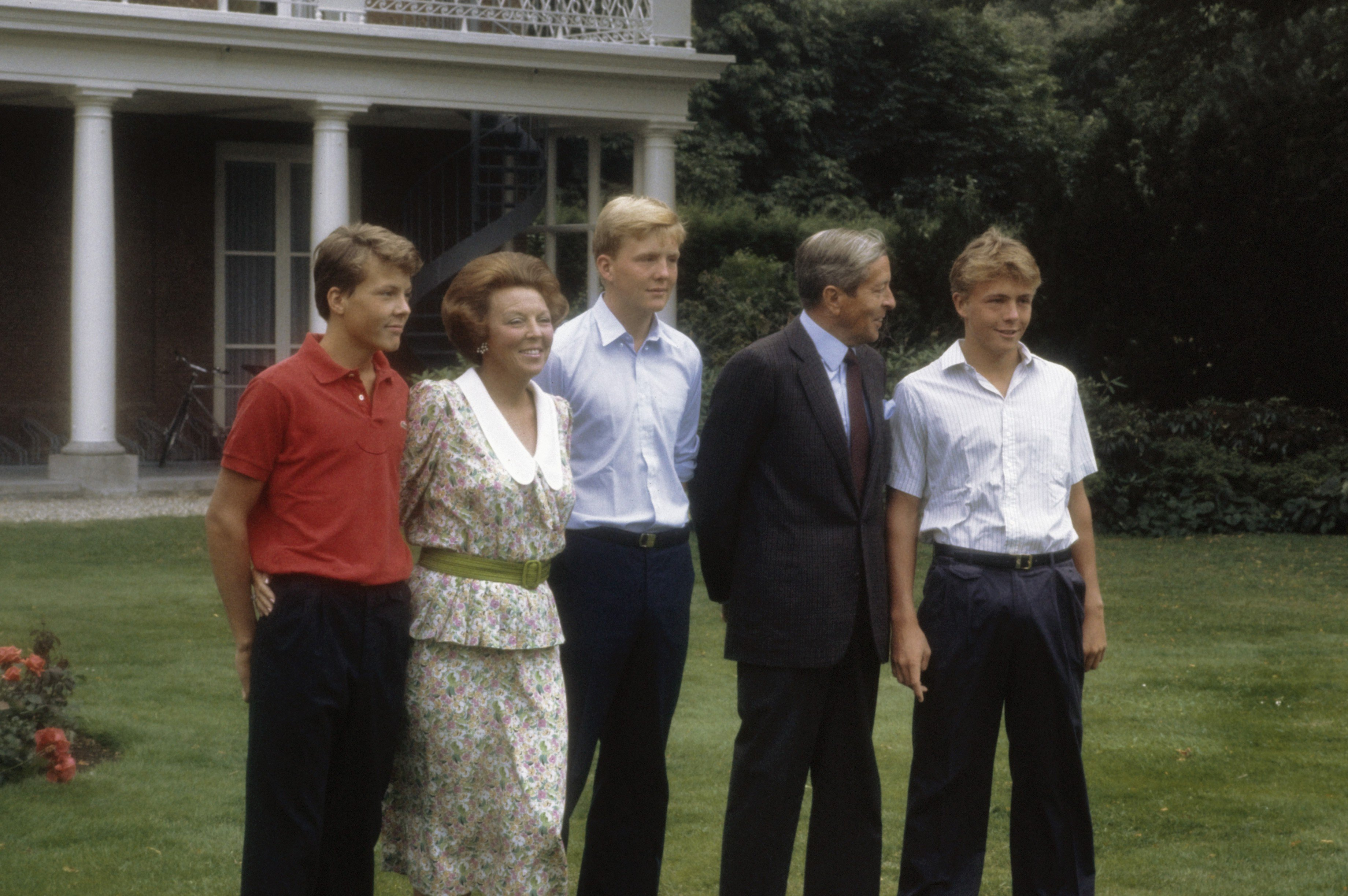
Beatrix och Claus med sönerna Johan Friso, Willem-Alexander och Constantijn 1986.

Från och med 1970-talet började Beatrix förbereda sig mer intensivt för sin framtida position som statschef. Hon gjorde många utlandsresor med prins Claus, bland annat en kontroversiell till Sovjetunionen. Beatrix har visat stort intresse för Surinam och Nederländska Antillerna och deras invånare. Hon besökte länderna första gången 1958 och igen 1965. Under det sista besöket var huvudintresset den sociala och ekonomiska utveckling som länderna hade genomgått sedan hennes förra besök. Under det tredje besöket 1966 presenterade hon prins Claus för invånarna i dessa länder. Den 25 november 1975 deltog Beatrix och Claus i Surinams självständighetsceremoni, som hölls i den nya nationens huvudstad Paramaribo, där de representerade drottningen.
Efter Lockheedaffären började Beatrix och Claus att engagera sig i det kungliga hushållet och gjorde upp planer för att anpassa det. Dessutom bad de rådgivare att förbereda sig för Beatrix regeringstid. Den 31 januari 1980, på födelsedagen för hennes äldsta dotter och presumtiva tronföljare, meddelade drottning Juliana under ett direktsänt TV-tal att hon ville abdikera den 30 april till förmån för sin dotter Beatrix.
Beatrix har också deltagit i internationella konferenser, bland annat den årliga Bilderbergkonferensen, som initierades av prins Bernhard. I dessa konferenser deltog framstående holländska och utländska politiker, affärsmän, fackföreningsledare, journalister och akademiker. Teman under dessa konferenser var bland annat aktuella problem inom internationell politik och ekonomi.
Att Beatrix skulle efterträda sin mor som drottning var ingen självklarhet när hon föddes. Det var inte förrän 1983 som konstitutionen ändrades på ett sådant sätt att statschefens äldsta barn blir den lagliga arvingen till tronen. Fram till dess hade det varit bestämt att den äldste sonen alltid hade företräde framför en dotter. Först efter att Juliana var biologiskt oförmögen att få fler barn var Beatrix säker på att hon var den tilltänkta efterträdaren.

## Styre

### Tillträde och karaktärsdrag

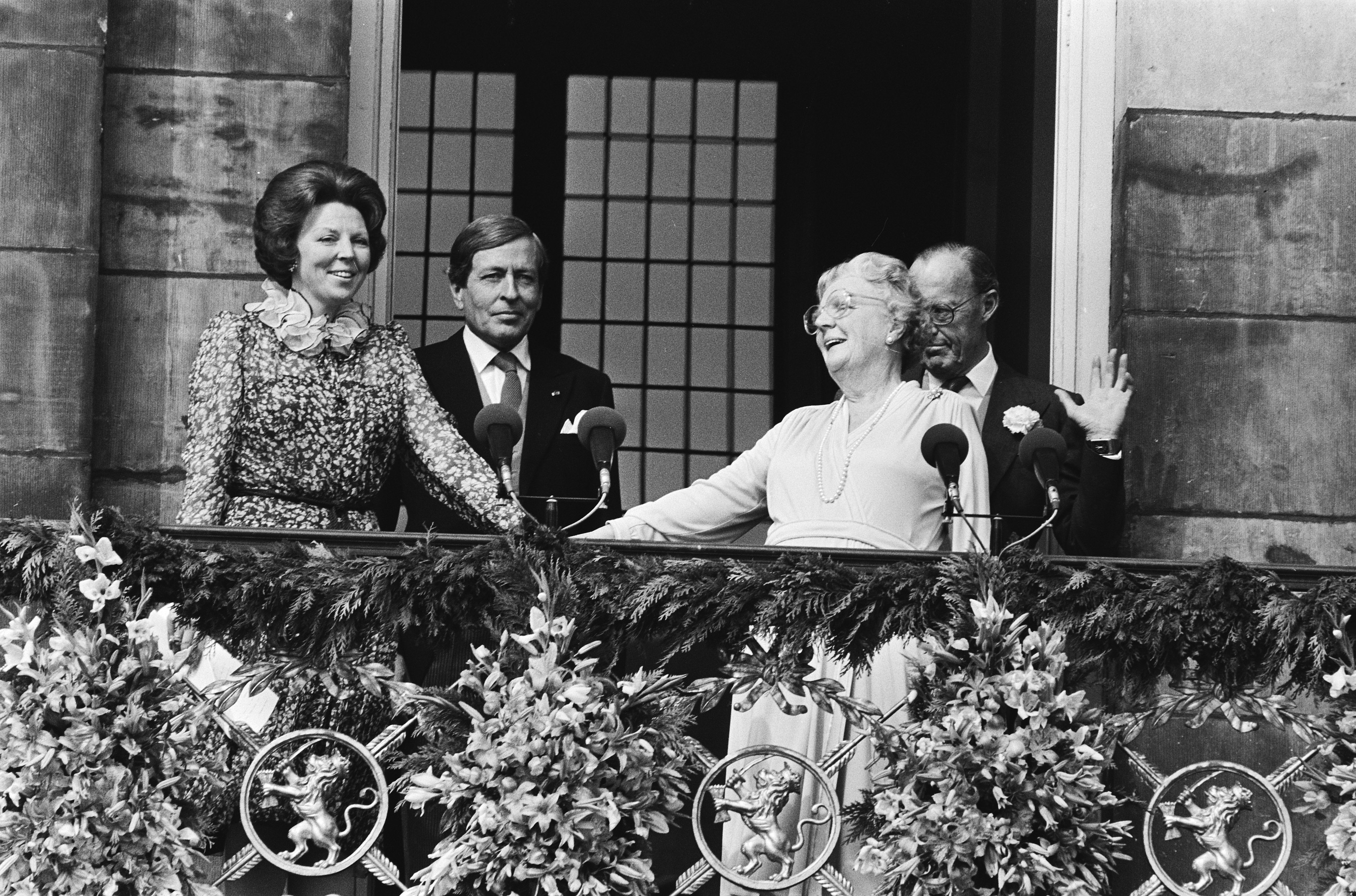
Drottning Beatrix, prins Claus, prinsessan Juliana och prins Bernhard visar sig på slottsbalkongen efter Julians abdikation den 30 april 1980.

På morgonen den 30 april 1980, klockan 10.06, undertecknade drottning Juliana abdikationsakten i Kungliga slottet i Amsterdam, och Beatrix blev formellt drottning. På eftermiddagen svors hon in och installerades som drottning av Nederländerna i Nieuwe Kerk, under ett högtidligt möte i närvaro av parlamentets båda kammare och generalstaterna och i närvaro av representanter för europeiska kungahus.Beatrix var den sjätte monarken i huset Nassau-Oranien som suttit på den nederländska tronen sedan tidigt 1800-tal.
Vid tiden för tronskiftet fanns det en stor, aktiv husockupantrörelse i Amsterdam som hade utropat kröningsdagen till en aktionsdag under mottot "inget hem, ingen kröning". Den festliga invigningen av Beatrix överskuggades därför av kröningskravallerna i Amsterdams centrum; ockupanter och den mobila enheten utkämpade riktiga strider. Den mobila enheten kunde hindra husockupanter från att avancera på Damtorget för att störa ceremonin i Nieuwe Kerk. Som ett av sina första offentliga framträdanden som drottning besökte Beatrix sårade kravallpoliser på sjukhuset en dag efter installationen.
Till skillnad från sin mor, som ofta tilltalades som "madam", ville Beatrix alltid tilltalas som "Hennes Majestät". Hennes mors födelsedag firades som drottningens dag, men blomsterparaden avskaffades. I stället för att befolkningen gick i parad längs trapporna till hennes bostadspalats och lade ner blommor, som på sin mors tid, valde Beatrix att besöka en eller två holländska platser varje gång. Hon avskaffade också sin mors sed att drottningen hällde upp en mugg varm choklad till sin palatspersonal strax före jul. Hon hällde inte heller längre upp en kopp te åt besökande ministrar, som hennes mor gjorde, utan överlät det till en lakej. Planerna på att reorganisera det nederländska hovet genomfördes. I spetsen stod en hovmarskalk, inför vilken tjänstecheferna är ansvariga. År 1981 flyttade hon med sin familj till Haag. Huis ten Bosch-palatset blev residenspalats och Noordeindepalatset i centrala Haag nära Binnenhof, det fungerande palatset.
Statsbesök följde. Först till Luxemburg och sedan till grannländerna Belgien, Västtyskland och Storbritannien. På sitt statsbesök i USA talade hon inför hela den amerikanska kongressen den 22 april 1982. Den 1 januari 1986 avskilde sig Aruba från Nederländska Antillerna och blev ett eget konstituerande land inom det nederländska kungadömet.
Hennes jultal präglades av ett personligt avtryck. Från och med år 2000 sändes de på TV. Dessförinnan endast via radion. Även andra anföranden väckte uppmärksamhet. Hennes jultal 1988 är historiskt. I sitt trontal samma år sa premiärminister Ruud Lubbers att Nederländerna hade blivit renare, särskilt när det gäller vatten och luft. Vid jul sa hon raka motsatsen: "Vår värld lider av föroreningar och förgiftning av luft, mark och vatten. Sakta dör jorden." För sitt engagemang för ett enat Europa tilldelades hon det prestigefyllda internationella Karlspriset av den tyska staden Aachen den 16 maj 1996.
Beatrix har ett varmt intresse för konst. Varje år delade hon ut kungliga bidrag till unga konstnärer. År 2000 satte Beatrix upp en utställning med moderna holländska konstnärer på Stedelijk Museum i Amsterdam som gästkurator under titeln "The performance. Nederländsk konst i stadspalatset". Som hobby modellerar och skulpterar hon. I samband med sin femtioårsdag 1988 sändes ett TV-porträtt den 29 april där förutom Beatrix även prins Claus och hennes tre söner medverkade. Författaren Hella S. Haasse gjorde en TV-intervju med henne. När Beatrix blev tillfrågad svarade hon att hon inte läste litteratur eftersom hon inte hade tid att göra det på grund av att hon studerade de många officiella dokumenten. Beatrix ingick i Andy Warhols porträttserie 1985 som en av Reigning Queens, tillsammans med Elizabeth II, Margrethe II av Danmark och Ntfombi av Eswatini. Hon var väl informerad om saker och ting. Den tidigare premiärministern Dries van Agt uttryckte det en gång så här vid sina veckovisa officiella besök hos henne: "Ni blir förhörda, mätta och bedömda. Drottningen vet allt. Det var mycket svettigt."

### 2000-talet och framåt
År 2002 var Beatrix personligen aktiv i att rädda livet på nigerianska Amina Lawal, som hade dömts till döden för att ha haft sex före äktenskapet, där hon också hade blivit gravid. Beatrix bjöd in David Vriesendorp, dåvarande chef för Amnesty International i Nederländerna, att närvara vid den besökande nigerianska presidenten Olusegun Obasanjos statsbankett. Efter middagen ordnade drottningen så att de två fick tala med varandra. Hennes aktion lyckades och dödsdomen upphävdes.

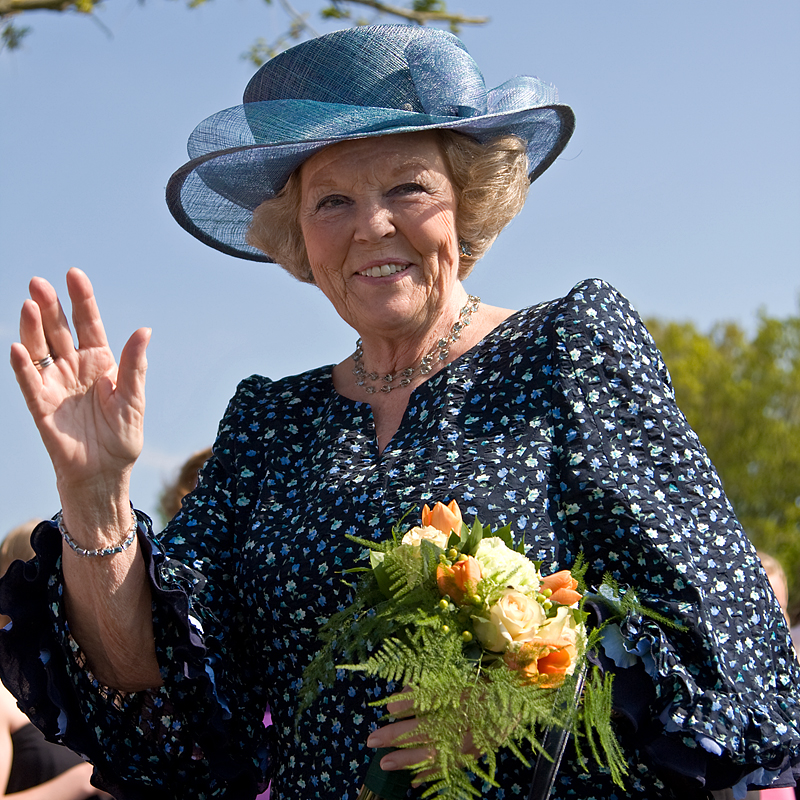
Drottning Beatrix på besök i Vries 2008.

Under Beatrix regeringstid var hon tvungen att ta itu med sin makes svaga hälsa. I slutet av sjuttiotalet fanns det tecken på att prins Claus var deprimerad. Från 1982 behandlades han för detta på en holländsk och schweizisk klinik. Claus fick senare diagnosen Parkinsons och utvecklade cancer. Han avled den 6 oktober 2002. Elva år senare, strax före sin abdikation, sa Beatrix i tv: "Kanske kommer historien att visa att valet av den här maken var mitt bästa beslut någonsin." 2004 dog hennes mamma Juliana efter att länge ha lidit av senildemens, medan hennes pappa Bernhard avled i cancer i december 2004.
Den 8 februari 2005 mottog Beatrix ett sällsynt hedersdoktorat vid Leidens universitet för sitt sätt att tala om vikten av människors frihet och om det ansvar som frihet innebär, en utmärkelse som drottningen inte brukar acceptera. I sitt tacktal reflekterade hon över monarkin, sina egna 25 år som drottning och hon antydde att hon fått mer och mer frihet utanför ministeransvaret. Talet direktsändes.
Den 30 april 2005 firade Beatrix sitt 25-årsjubileum med ett möte i Haag, där förutom den kungliga familjen och kabinettet nästan alla parlamentariker och många andra officiella representanter för det nederländska folket var närvarande. På eftermiddagen var det det sedvanliga firandet av Drottningdagen, den här gången i Scheveningen, och på kvällen ägde en show rum i ett tält i Haag där kungafamiljen var närvarande. I en TV-intervju som sändes kvällen före jubileet talade Beatrix om ett kraftigt förändrat samhälle och om kungligheternas ensamhet. Som en del av sitt jubileum under sin regeringstid besökte Beatrix alla nederländska provinser, Nederländska Antillerna och Aruba. I pressen i samband med regeringsjubileet fick Beatrix allmänt beröm för sitt professionella, om än något distanserade, drottningdöme. Hennes antydningar om inblandning och inflytande var nyanserade. En opinionsundersökning visade att en stor majoritet av det nederländska folket stödde Beatrix och monarkin.
År 2009 uppskattade Forbes hennes förmögenhet till 300 miljoner dollar.
Under Beatrix regeringstid tjänstgjorde totalt fem premiärministrar: Dries van Agt, Ruud Lubbers, Wim Kok, Jan Peter Balkenende och Mark Rutte. Under sin regeringstid avlade Beatrix 54 statsbesök. Tre dagar efter att hon återvänt från sitt senaste statsbesök, till Singapore, meddelade hon att hon skulle abdikera.
2011 ställdes statsbesöket till Oman in på grund av lokala oroligheter till följd av en uppmaning från delar av befolkningen om mer demokrati i denna diktatoriskt ledda oljestat. Direkt efter avbokningen meddelade premiärminister Mark Rutte att drottningen trots allt skulle besöka landet, men nu som privatperson. Ett år senare gick statsbesöket av stapeln och hon besökte Oman en andra gång.

### Incidenter

#### Kyssen från en åskådare 1988
Under Drottningdagen 1988 kysstes drottning Beatrix av en åskådare, senare identifierad som Maarten Rijkers, när hon gick genom folkmassan på en loppmarknad i stadsdelen Jordaan. När Beatrix gick bredvid Rijkers sa han "Ge mig en kyss, tjejen", varefter han gav henne en kram och två kyssar. Händelsen fick stor uppmärksamhet i media och framstod som ett historiskt ögonblick. En bild publicerades i stor utsträckning på förstasidan av De Telegraaf. Ännu 25 år senare, 2013, skrev NRC Handelsblad en artikel om det och dess påverkan.
Drottningens reaktion sågs av människor som mycket positiv och var ett lyft för hennes rykte i "Jordaan"-regionen i Amsterdam. Besöket marknadsfördes som ett "spontant besök" för att öka hennes popularitet eftersom hon inte var särskilt populär i regionen. Historikern och den holländske kungabevakaren J. G. Kikkert sa i en föreläsning att kyssen hade iscensatts, baserat på vad han kallade "vanligtvis mycket tillförlitliga källor". Han noterade också att även om besöket och kyssen kanske inte var hennes idé, utan andras, skulle hon säkert ha gett sitt godkännande eftersom hon var känd för att inte lämna saker åt slumpen.

#### Bedragaren i Berlin 1991
Den 25 april 1991 var drottning Beatrix inbjuden till förbundspresidentens residens i Berlin för ett statsbesök. Några minuter innan de anlände till Bellevuepalatset gjorde komikern Hape Kerkeling en spektakulär aktion när han klädd som drottning Beatrix körde in på Bellevuepalatsets område i en vagn med en chaufför, klev ur, skakade hand och krävde en "lekkerlunch" med en falsk holländsk accent. Säkerhetsstyrkorna banade till en början villigt väg för den förmodade statsgästen, tills en anställd vid presidentens presstjänst avslutade aktionen genom att energiskt be Kerkeling att lämna platsen. För Kerkeling fick aktionen inga ytterligare konsekvenser, förbundspresident Richard von Weizsäcker själv fann den senare ganska underhållande, och det kom aldrig någon officiell reaktion från den holländska kungafamiljen.

#### Attentatet i Apeldoorn 2009
På Drottningdagen den 30 april 2009 utsattes Beatrix och andra medlemmar av kungafamiljen för en bilattack i av en man vid namn Karst Tates. Han körde genom avspärrningarna och kraschade sin Suzuki Swift in i en parad i Apeldoorn och missade med nöd och näppe den öppna dubbeldäckaren med drottningen och hela kungafamiljen, innan han dog till följd av sina skador. Fem personer dödades omedelbart, och två offer avled också av sina skador efteråt. Andra offer för kraschen skadades allvarligt. En vecka efter attacken avled ett annat offer av de skador han hade fått. Det kungliga sällskapet klarade sig oskadd, men drottningen och hennes familj såg kraschen på nära håll. Inom några timmar höll Beatrix ett sällsynt TV-sänt tal för att uttrycka sin chock och sina kondoleanser. Ett motiv har aldrig fastställts, inte heller vad Tates exakta avsikter var, men enligt personer som kände honom skulle han ha hyst hat mot den kungliga familjen och han ska ha sagt till polisen att han medvetet riktade in sig på kungafamiljen.

#### Budgetdagen 2010
På budgetdagen 2010 kastade en man en 629,5 grams värmeljushållare på Guldkarossen, som sedan studsade från sidan. Han gav motivet att Beatrix felaktigt satt på tronen, eftersom hon inte skulle vara ättling till kung Vilhelm III. Mannen satt häktad i nästan två år och dömdes efter överklagande den 1 februari 2013 till ett fängelsestraff på fem månader villkorslöst. Under sin första rättegång hade han krävt att DNA skulle tas från kropparna av kung Vilhelm III, drottning Vilhelmina och drottning Juliana, så att han kunde bevisa att Beatrix inte var en officiell medlem av den nederländska dynastin. Domaren avslog denna begäran.

### Kontroverser
Under lång tid förblev kungafamiljen fri från skandaler. Detta förändrades i slutet av nittiotalet. Den allmänna opinionen började då och då vända sig mot Beatrix och i populära nationella tabloider framställdes hon som en "arg svärmor" som inte ville att hennes son Willem-Alexander skulle gifta sig med den han ville.
Fram till slutet av nittiotalet hade hovet den oskrivna regeln att endast gifta par kunde tas emot av drottningen. Journalisten Henk Krol lämnade in ett klagomål om detta till Likabehandlingskommissionen 1997, eftersom homosexuella och andra ogifta aldrig kunde ta med sig sin partner. Förordningen ändrades underförstått till att det måste finnas ett "tillräckligt stabilt förhållande" mellan parterna.
Av en annan karaktär var antydningar om att Beatrix överskred sina konstitutionella befogenheter vid flera tillfällen. Som drottning hade Beatrix mer makt än många andra europeiska monarker. Hon hade inte mycket makt i inrikespolitiken, men han hade manöverutrymme i utrikespolitiska frågor.
Vid öppnandet av den nederländska ambassaden i Amman 1996 meddelade till exempel den dåvarande utrikesministern Hans van Mierlo att ambassaden hade inrättats eftersom Beatrix hade insisterat på det på grund av sin vänskap med den dåvarande jordanske kungen Hussein. Hon sägs ha hotat att avskeda en minister om hennes begäran inte hörsammades. En annan historia som cirkulerade samma år var att Beatrix skulle ha haft ett finger med i spelet när den holländske ambassadören i Sydafrika, Eduard Röell (1937-2002), förflyttades på grund av äktenskaplig otrohet. Van Mierlo förnekade bestämt detta. Otroheten var verkligen inte grunden för överföringen, men Beatrix önskan var det.
Från och med då tolkades hennes omtalade perfektionism och engagemang oftare som klåfingrighet och hennes affärsmässiga inställning som distanserad. I politiska kretsar talades det ibland negativt om "beatrixism". Beatrix envishet kritiserades också. Hennes årliga vintersportsemester i Lech i Österrike ställdes inte in år 2000, trots att sjutton EU-länder just hade tillkännagett en diplomatisk bojkott mot Österrike på grund av Jörg Haiders populistiska högerextrema partis inträde i regeringen.
I november 1999 blev det kritik när Beatrix sade om den holländska pressen att "lögner regerar". Det visade sig senare att kommentaren gällde ett pressmeddelande som inte berörde henne eller hennes familj.
Beatrix saknades vid begravningen av påven Johannes Paulus II 2005. Enligt den nederländska regeringen räckte det med att premiärminister Jan Peter Balkenende var närvarande. Detta ledde till en del uppståndelse i holländska romersk-katolska kretsar, som kände sig missförstådda, inklusive den tidigare premiärministern Dries van Agt.

#### Fallet Jorge Zorreguieta
I mitten av 1999 blev det känt att fadern till Máxima Zorreguieta, som Beatrix äldste son och tronföljare Willem-Alexander hade ett förhållande med, först hade varit statssekreterare och senare minister för jordbruk och boskap i Argentina under Jorge Videlas militärjunta. Även om Jorge Zorreguieta, enligt nederländsk regeringsforskning, inte personligen var inblandad i försvinnandena av motståndare till denna regim, uppstod kaos i samhället och vissa ansåg att kronprinsen inte borde gifta sig med hans dotter. Först efter att Beatrix personligen beslutat att hennes far inte fick närvara kunde bröllopet firas i Amsterdam den 2 februari 2002.

#### Margarita-affären
År 2003 anklagade Beatrix brorsdotter prinsessan Margarita, dotter till hennes syster Irene, drottningen och andra familjemedlemmar för att ha trakasserat och avlyssnat henne och hennes make Edwin de Roy van Zuydewijn. Enligt prinsessan och hennes make hade kungafamiljen bland annat sett till att De Roy van Zuydewijns företag hade missat en viktig order, vilket gjorde att det gick i konkurs. I opinionsmagasinet HP/De Tijd gick paret till angrepp mot flera medlemmar av kungafamiljen. Paret gav också TV-intervjuer. Under ett statsbesök i Chile 2003 kände sig Beatrix tvungen att bemöta anklagelserna offentligt. Under ett möte med pressen sa Beatrix att "familjen inte känner igen sig själv" enligt den bild som Margarita målade upp.

#### Mabelgate

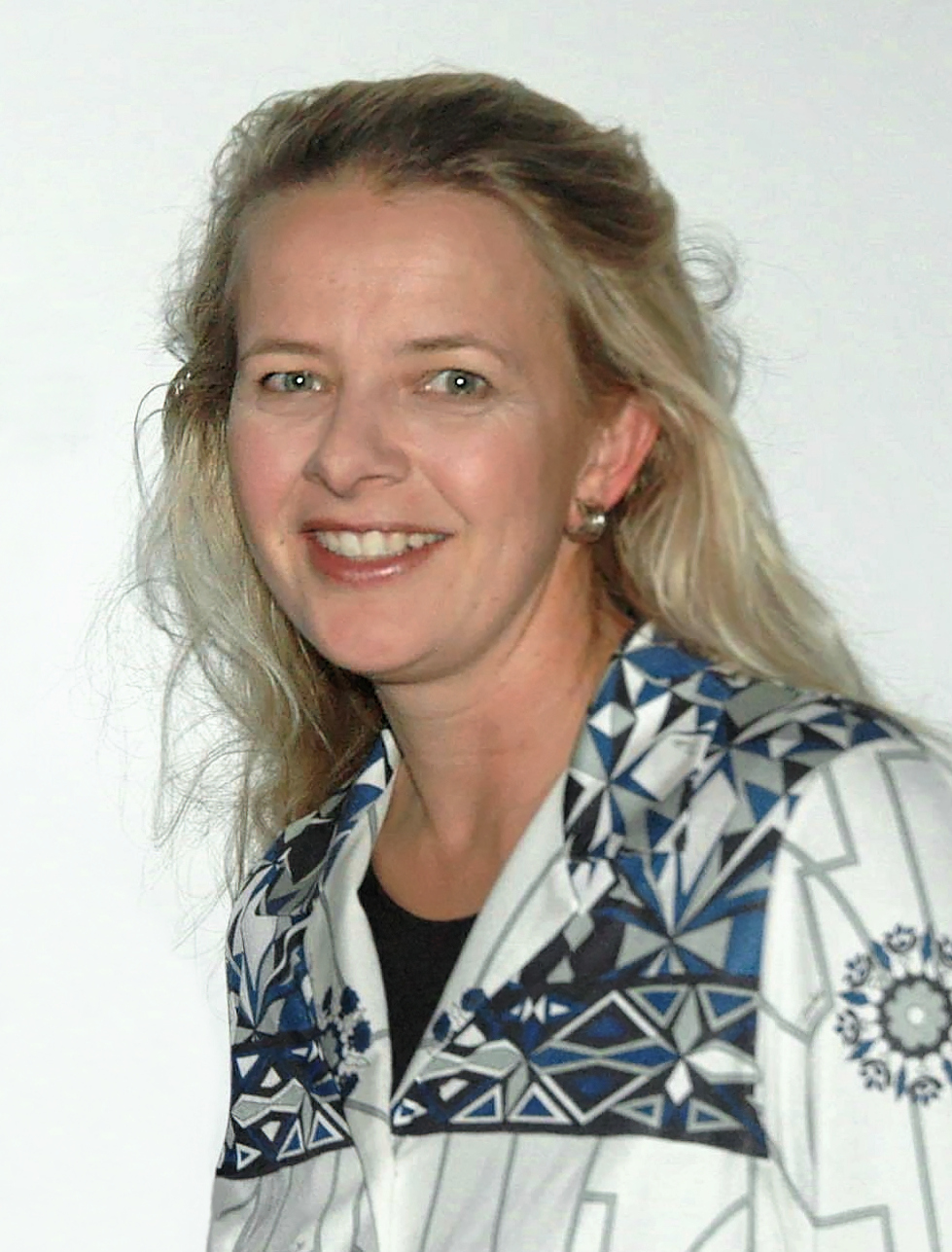
Maben Wisse Smit

Mabelgate-affären ägde rum 2003. Mabel Wisse Smit var vid den tiden fästmö till Beatrix andre son Friso. Det påstods att hon hade haft en sexuell relation med den senare mördade knarkkungen Klaas Bruinsma i slutet av åttiotalet. Även om hon förnekade fanns det många avvikande röster. Wisse Smit hade också haft en affär med en kontroversiell och gift bosnisk utrikesminister, Mohammed Sacirbey. Vid tiden som Mabelgate pågick satt han fängslad i New York misstänkt för att ha missbrukat statliga medel för personliga ändamål. Både Friso och Mabel Wisse Smit visade sig ha ljugit om Mabels förflutna. När detta blev känt avstod de från att be parlamentet om lov för sitt tillkännagivna giftermål. Som en följd av detta var Friso inte längre medlem av kungahuset från och med dagen för sitt giftermål, vilket innebar att hans rätt till tronen upphörde. Han förlorade också sin titel "Prins av Nederländerna".

#### Fasseurs bok om Greet Hofmans
Beatrix gav historikern Cees Fasseur exklusiv tillgång till de kungliga arkiven för sina böcker om Vilhelmina och Juliana. Han fick också ta del av en dittills kontroversiell rapport som en kommitté ledd av Julianas förtrogne Louis Beel hade utarbetat på 1950-talet om affären kring helbrägdagöraren Greet Hofmans. Resultatet av Fasseurs forskning om Hofmans speglades i boken Juliana & Bernhard. Berättelsen om ett äktenskap 1936-1956 som kom ut i november 2008. I den tillbakavisade Fasseur åratal av rykten om att prins Bernhard hade övervägt att låsa in sin hustru på ett sinnessjukhus om hon hade fortsatt att hålla kontakten med helbrägdagöraren. Han hade inte funnit några bevis för detta. Det meddelades också att det inte var premiärminister Willem Drees som hade låtit utarbeta rapporten, som man alltid trodde, utan Juliana och Bernhard. Rapporten lades till som en bilaga i boken. Beatrix behövde inte få rapporten publicerad och det faktum att hon endast gav tillgång till Fasseur uppskattades inte av alla, också för att det gör Fasseurs arbete omöjligt att verifiera. En biografi över Greet Hofmans som publicerades 2025 kastar dock ett annat ljus över Hofmans fall än vad som har skett i Fasseurs böcker.

#### Trontalet
Strax före budgetdagen 2012 sade Paul Smulders, chef för språksällskapet Genootschap Onze Taal, i en intervju med TV-bolaget Omroep Brabant att Beatrix ibland gjorde väsentliga ändringar i sina trontal efter att de redan hade godkänts av regeringen och språkvetare. En dag efter att hans uttalanden hade sänts befriades han från sin årliga uppgift att kontrollera trontalet på nederländska. Han hade innehaft denna befattning för sällskapet sedan 1987. Flera år tidigare hade den tidigare premiärministern Lubbers också meddelat att Beatrix ibland justerade trontalet.

### Konstitutionell monark

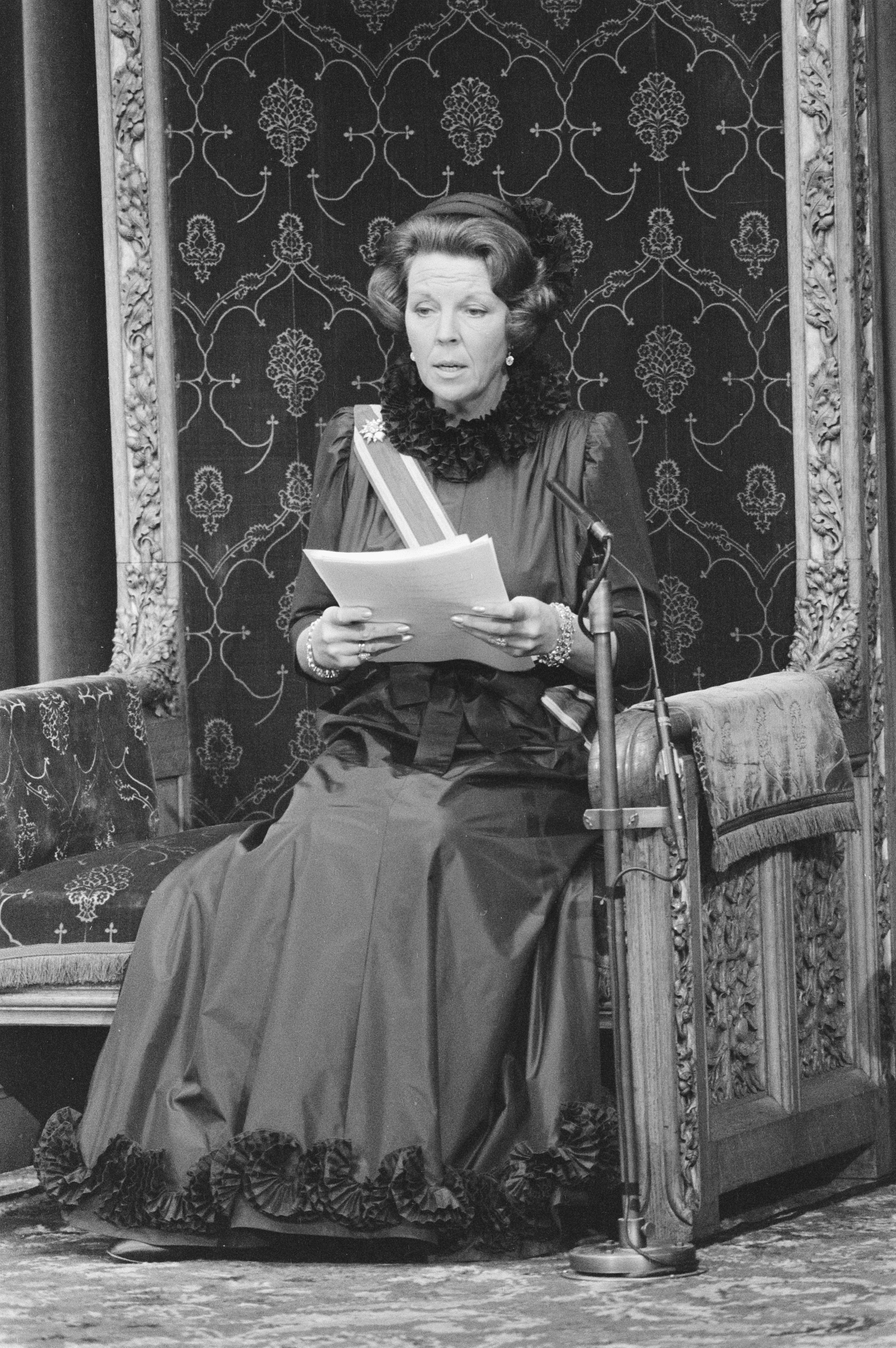
Drottning Beatrix läser sitt trontal 1984.

Den nederländska monarken innehar inte ett rent representativt ämbete som statschefen i andra europeiska stater, och i synnerhet Beatrix utnyttjade sitt manöverutrymme till fullo. I detta sammanhang talar man i Nederländerna om den "svarta lådan" i nederländsk politik, eftersom ingen vet exakt hur långt drottningens inflytande verkligen når. Tidigare ministrar har flera gånger sagt att Beatrix inte betraktade deras förslag som icke-bindande råd. Den största möjligheten för henne att påverka var alltid efter ett parlamentsval: Eftersom det i Nederländerna vanligtvis inte finns något parti som är klart dominerande, utan flera är ungefär lika stora, var det upp till Beatrix att ge en viss politiker i uppdrag att bilda regering. År 2012 beslutade parlamentet att ta bort denna roll från statschefen. "Parlamentet behöver ingen kunglig skiljedomare", sa en riksdagsledamot från det vänsterliberala partiet D66. Som ett resultat av detta blev Beatrix och hennes efterträdares makt avsevärt beskuren.
Beatrix konstitutionella plikter inkluderade de som vanligtvis tillkommer en statschef. Detta innebär bland annat att hon måste underteckna varje lagstiftning innan den blir lag, att formellt utse olika tjänstemän, ta emot och ackreditera ambassadörer och dela ut utmärkelser och medaljer. Vid sidan av dessa konstitutionella uppgifter var hon bland annat den högste representanten för kungadömet internationellt och en enande gestalt lokalt. I Nederländerna bildar monarken och ministrarna tillsammans regering. Från 1848 och framåt föreskriver konstitutionen att ministrar är ansvariga inför parlamentet för sina handlingar. De är också politiskt ansvariga för monarkens uttalanden och handlingar. Beatrix citerades sällan direkt i pressen under sin regeringstid, eftersom den statliga informationstjänsten (Rijksvoorlichtingsdienst) ställde som villkor för intervjuer att hon inte fick citeras. Denna policy infördes kort efter hennes installation, enligt uppgift för att skydda henne från politiska komplikationer som skulle kunna uppstå på grund av "spontana" kommentarer. Det gällde inte hennes son prins Willem-Alexander. 
Under en stor del av sin regeringstid hade Beatrix en betydande roll i regeringsbildningen. Hon utsåg bland annat Informateur eller Formateur, den person som leder de förhandlingar som slutligen leder till att en regering bildas. Under 2010 och 2011 diskuterade representanthuset ett eventuellt införande av ett ceremoniellt kungadöme. Sådana förslag kunde inte räkna med en majoritet i representanthuset. År 2012 beslutade dock representanthuset att ändra sin egen arbetsordning på ett sådant sätt att statschefen inte längre har någon roll i bildningsprocessen och nu utser det största partiet i Generalstaterna en "spanare" som sedan utser en informatör. Sedan 1971 (Kolfschoten-motionen) har representanthuset för övrigt haft möjlighet att inte involvera statschefen i sammansättningen.

## Förmögenhet
Drottningen betalar ingen skatt och distribuerar och diversifierar sina investeringar genom ett stort antal stiftelser och företag. Hennes rikedom anses vara "en av rikets bäst bevarade hemligheter". År 1999 uppskattade affärstidningen Forbes henne  vara god för 5,2 miljarder dollar, vilket rankade henne på sjunde plats bland de rikaste "kungarna, drottningarna och diktatorerna" i världen, men nedgraderade henne sedan på grund av brist på tillförlitliga källor. · .
Den nederländska kungafamiljen är enligt uppgift en av de största aktieägarna i Shell-koncernen. Beatrix räknades ibland som en av de rikaste kvinnorna i världen i media, hennes ospecificerade totala förmögenhet uppskattades till mellan 250 miljoner och 2,5 miljarder euro. Detta förnekades dock som en legend av Beatrix far prins Bernhard 2003. Enligt prinsen uppgår familjens tillgångar till endast 250 miljoner dollar. Aktieinnehavet, som grundades av kung Vilhelm III 1890, ska nu förvaltas genom olika stiftelser och beräknas nu till en andel på cirka 3,5 %.

## Abdikation

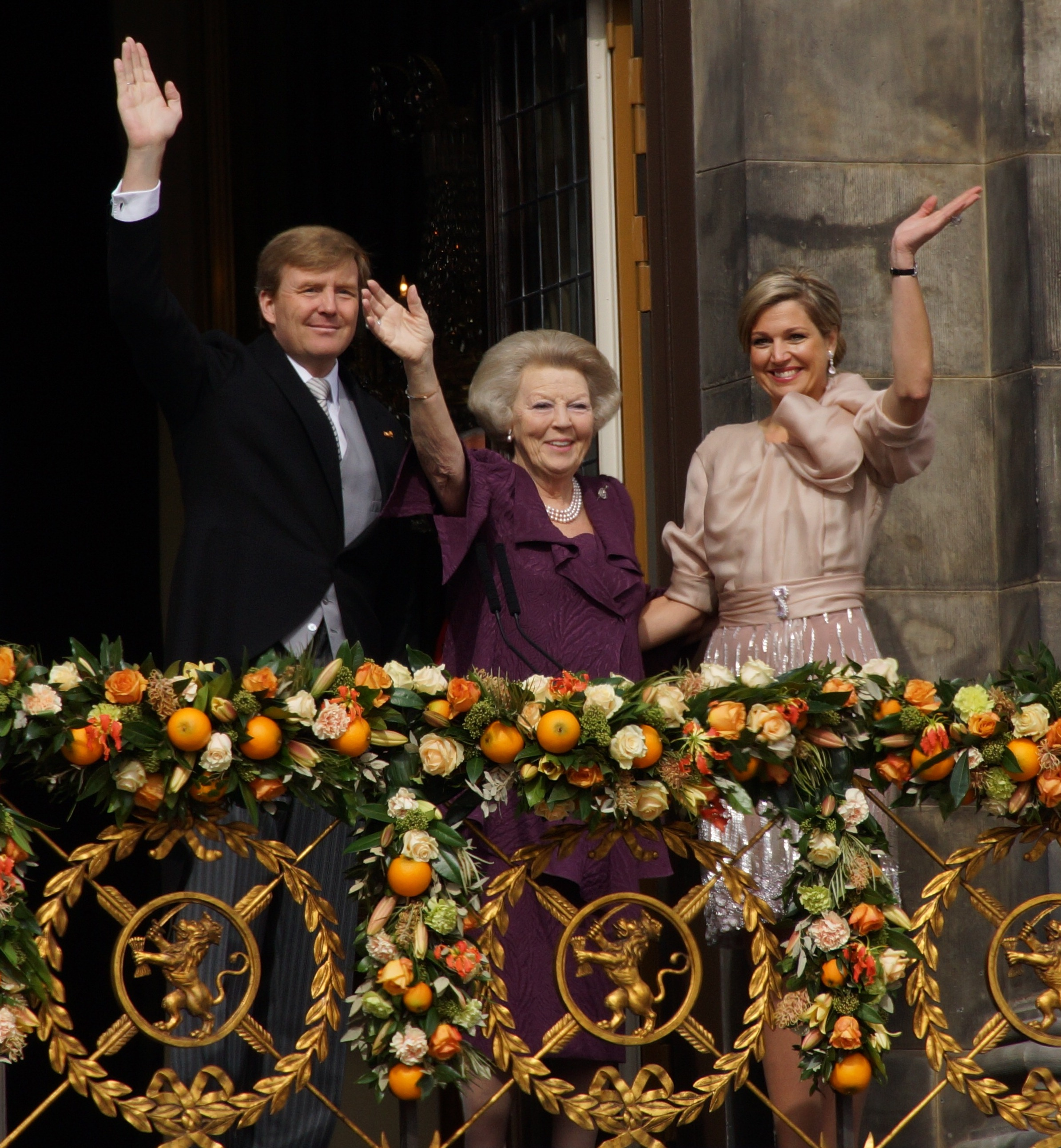
Kung Willem-Alexander, prinsessan Beatrix och drottning Máxima vinkar till folket efter abdikationen 30 april 2013.

På kvällen den 28 januari 2013 meddelade drottning Beatrix i ett kort tal som sändes samtidigt av alla landets radiostationer att hon skulle abdikera den 30 april 2013, Koninginnedag, till förmån för sin son Willem-Alexander. Hon antydde att hon tyckte att det var en bra tid att avgå, eftersom hon skulle fylla 75 år om tre dagar och senare samma år skulle det firas att Nederländerna har varit ett kungarike i tvåhundra år.
Beatrix konstaterade att det var dags att "lägga ansvaret för landet i händerna på en ny generation". Hon hade då varit regerande drottning i exakt 33 år och hon var den tredje nederländska monarken i rad som abdikerade, efter sin mormor och sin mor. Beatrix betonade att hon inte avgick eftersom uppgiften skulle ha blivit för tung för henne, vilket var anledningen till att hennes mor tillkännagav sin abdikation 1980. Sändningen följdes av ett uttalande från premiärminister Mark Rutte som hyllade Beatrix och sa att "Sedan hon installerades 1980 har hon med hjärta och själ engagerat sig i det nederländska samhället".
Enligt den nederländska konstitutionen skedde överlämnandet av ämbetet i "huvudstaden Amsterdam" med undertecknandet av abdikationsintyget i palatset på Damtorget och den efterföljande "inhuldiging" (tronbestigningen) i Nieuwe Kerk. I och med drottningens och kronprinsens undertecknande av abdikationsintyget fullbordades det konstitutionella tronskiftet. 
Efter sin abdikation har Beatrix haft titlarna prinsessa av Nederländerna, prinsessa av Oranien-Nassau och prinsessa av Lippe-Biesterfeld med tilltalet Kunglig Höghet. Sedan den 4 februari 2014 har hon officiellt bott i slottet Drakensteyn igen.där hon bodde med sin familj innan hon blev drottning. Byggnaden Noordeinde 66 i Haag har varit hennes pied-à-terre sedan 2014. Sedan dess har det också varit platsen för hennes sekretariat.
Den kungliga övergången, som inkluderade installationen av Willem-Alexander som kung, ägde rum den 30 april 2013.

## Anfäder
|                    |  |  |  |  |  |  |  |                                                             |  |  |  |  |  |  |  |                                                                 |  |  |  |  |  |  |  | Greve Ernst av Lippe-Biesterfeld                           |
|                    |  |  |  |  |  |  |  |                                                             |  |  |  |  |  |  |  |                                                                 |  |  |  |  |  |  |  |                                                            |
|                    |  |  |  |  |  |  |  |                                                             |  |  |  |  |  |  |  | Prins Bernhard av Lippe-Biesterfeld                             |  |  |  |  |  |  |  |                                                            |
|                    |  |  |  |  |  |  |  |                                                             |  |  |  |  |  |  |  |                                                                 |  |  |  |  |  |  |  |                                                            |
|                    |  |  |  |  |  |  |  |                                                             |  |  |  |  |  |  |  |                                                                 |  |  |  |  |  |  |  | Grevinnan Caroline von Wartensleben                        |
|                    |  |  |  |  |  |  |  |                                                             |  |  |  |  |  |  |  |                                                                 |  |  |  |  |  |  |  |                                                            |
|                    |  |  |  |  |  |  |  | Prins Bernhard av Lippe-Biesterfeld, prins av Nederländerna |  |  |  |  |  |  |  |                                                                 |  |  |  |  |  |  |  |                                                            |
|                    |  |  |  |  |  |  |  |                                                             |  |  |  |  |  |  |  |                                                                 |  |  |  |  |  |  |  |                                                            |
|                    |  |  |  |  |  |  |  |                                                             |  |  |  |  |  |  |  |                                                                 |  |  |  |  |  |  |  | Friherre Aschwin von Cramm                                 |
|                    |  |  |  |  |  |  |  |                                                             |  |  |  |  |  |  |  |                                                                 |  |  |  |  |  |  |  |                                                            |
|                    |  |  |  |  |  |  |  |                                                             |  |  |  |  |  |  |  | Friherrinnan Armgard von Cramm                                  |  |  |  |  |  |  |  |                                                            |
|                    |  |  |  |  |  |  |  |                                                             |  |  |  |  |  |  |  |                                                                 |  |  |  |  |  |  |  |                                                            |
|                    |  |  |  |  |  |  |  |                                                             |  |  |  |  |  |  |  |                                                                 |  |  |  |  |  |  |  | Grevinnan Hedwig von Sierstorpff                           |
|                    |  |  |  |  |  |  |  |                                                             |  |  |  |  |  |  |  |                                                                 |  |  |  |  |  |  |  |                                                            |
| Prinsessan Beatrix |  |  |  |  |  |  |  |                                                             |  |  |  |  |  |  |  |                                                                 |  |  |  |  |  |  |  |                                                            |
|                    |  |  |  |  |  |  |  |                                                             |  |  |  |  |  |  |  |                                                                 |  |  |  |  |  |  |  | Storhertig Friedrich Franz II av Mecklenburg-Schwerin      |
|                    |  |  |  |  |  |  |  |                                                             |  |  |  |  |  |  |  |                                                                 |  |  |  |  |  |  |  |                                                            |
|                    |  |  |  |  |  |  |  |                                                             |  |  |  |  |  |  |  | Hertig Heinrich av Mecklenburg-Schwerin, prins av Nederländerna |  |  |  |  |  |  |  |                                                            |
|                    |  |  |  |  |  |  |  |                                                             |  |  |  |  |  |  |  |                                                                 |  |  |  |  |  |  |  |                                                            |
|                    |  |  |  |  |  |  |  |                                                             |  |  |  |  |  |  |  |                                                                 |  |  |  |  |  |  |  | Prinsessan Marie av Schwartzburg-Rudolstadt                |
|                    |  |  |  |  |  |  |  |                                                             |  |  |  |  |  |  |  |                                                                 |  |  |  |  |  |  |  |                                                            |
|                    |  |  |  |  |  |  |  | Drottning Juliana I                                         |  |  |  |  |  |  |  |                                                                 |  |  |  |  |  |  |  |                                                            |
|                    |  |  |  |  |  |  |  |                                                             |  |  |  |  |  |  |  |                                                                 |  |  |  |  |  |  |  |                                                            |
|                    |  |  |  |  |  |  |  |                                                             |  |  |  |  |  |  |  |                                                                 |  |  |  |  |  |  |  | Kung Willem III, storhertig av Luxemburg                   |
|                    |  |  |  |  |  |  |  |                                                             |  |  |  |  |  |  |  |                                                                 |  |  |  |  |  |  |  |                                                            |
|                    |  |  |  |  |  |  |  |                                                             |  |  |  |  |  |  |  | Drottning Wilhelmina I                                          |  |  |  |  |  |  |  |                                                            |
|                    |  |  |  |  |  |  |  |                                                             |  |  |  |  |  |  |  |                                                                 |  |  |  |  |  |  |  |                                                            |
|                    |  |  |  |  |  |  |  |                                                             |  |  |  |  |  |  |  |                                                                 |  |  |  |  |  |  |  | Prinsessan Emma av Waldeck-Pyrmont, regent i Nederländerna |
|                    |  |  |  |  |  |  |  |                                                             |  |  |  |  |  |  |  |                                                                 |  |  |  |  |  |  |  |                                                            |

## Utmärkelser
- Elefantorden,  29 oktober 1975[86]
- Gabriela Silang-orden,  1979[87]
- Storkorset av Isabella den katolskas orden,  1980[88]
- Victoriakedjan,  1982
- Förbundsrepubliken Tysklands förtjänstorden - storkors av särskilda klassen,  1 mars 1983
- Storkorset med kedja av Finlands Vita Ros orden,  14 maj 1990[89]
- Karlspriset,  16 maj 1996[90]
- Hedersdoktor vid Universitetet i Leiden,  2005[91]
- Storkorset av Vita dubbelkorsets orden,  21 maj 2007[92]
- Vytautasorden,  18 juni 2008[93]
- Årets nederländare,  2012
- Dannebrogorden
- Stora jugoslaviska stjärnans orden
- Frälsarens orden
- Tre Stjärnors orden, första klass
- Storkedja av Henrik Sjöfararens orden[94]
- Österrikiska republikens förtjänstorden i guld
- Storkorset av Peruanska Solorden
- Södra korsets orden
- Vita örnens orden
- Kedja av Krysantemumorden
- Riddare av Gyllene skinnets orden
- Storkorsriddare med kedja av Republiken Italiens förtjänstorden
- Rumänska Stjärnans orden

[Redigera Wikidata]